# Estación de Saint-Georges-de-Reneins
La estación de Saint-Georges-de-Reneins es una estación ferroviaria francesa de la línea París - Marsella, situada en la comuna de Saint-Georges-de-Reneins, en el departamento de Ródano, en la región de Ródano-Alpes. Por ella transitan únicamente trenes regionales.

## Historia
La estación fue abierta el 7 de octubre de 1854 pocos meses después de la puesta en marcha del tramo Châlon-sur-Saône - Lyon por parte de la Compañía de los Ferrocarriles de París a Lyon y al Mediterráneo. 

## Descripción
La estación, configurada como un simple apeadero, se compone de dos vías y de dos andenes laterales.  

## Servicios ferroviarios

### Regionales
Los TER Ródano Alpes recorren el siguiente trazado:
- Línea Mâcon - Valence.